# Аустрија на Светском првенству у атлетици на отвореном 2011.
Аустрија је на 13. Светском првенству у атлетици на отвореном 2011. одржаном у Тегу од 27. августа до 4. септембра, учествовала тринаести пут, односно учествовала је на свим првенствима до данас. Репрезентација Аустрије је била састављена од 4 такмичара (2 мушкарца и 2 жене) који су се такмичили у 4 дисциплинe (2 мушке и 2 женске). , 
На овом првенству Аустрија није освојила ниједну медаљу. Није било нових националних, личних и рекорда сезоне.

## Учесници
| Мушкарци: - Андреас Војта — 1.500 м - Герхард Мајер — Бацање диска | Жене: - Беате Шрот — 100 м препоне - Елизабет Еберл — Бацање копља |  |

## Резултати

### Мушкарци
| Атлетичар     | Дисциплина   | Лични рекорд | Група    | Група       | Полуфинале           | Полуфинале           | Финале               | Финале       | Детаљи |
| Атлетичар     | Дисциплина   | Лични рекорд | Резултат | Место       | Резултат             | Место                | Резултат             | Место        | Детаљи |
| ------------- | ------------ | ------------ | -------- | ----------- | -------------------- | -------------------- | -------------------- | ------------ | ------ |
| Андреас Војта | 1.500 м      | 3:37,82      | 3:41,34  | 10. у гр. 3 | Није се квалификовао | Није се квалификовао | Није се квалификовао | 22 / 37 (38) |        |
| Герхард Мајер | Бацање диска | 65,24 НР     | 61,47    | 9. у гр. Б  |                      |                      | Није се квалификовао | 20 / 30 (33) |        |

### Жене
| Атлетичарка    | Дисциплина    | Лични рекорд     | Група    | Група         | Полуфинале | Полуфинале | Финале                | Финале       | Детаљи |
| Атлетичарка    | Дисциплина    | Лични рекорд     | Резултат | Место         | Резултат   | Место      | Резултат              | Место        | Детаљи |
| -------------- | ------------- | ---------------- | -------- | ------------- | ---------- | ---------- | --------------------- | ------------ | ------ |
| Беате Шрот     | 100 м препоне | 12,95 (+2,0 м/с) | 13,25    | 4. у гр. 2 КВ | 13,02      | 6. у гр. 3 | Није се квалификовала | 18 / 38 (39) |        |
| Елизабет Еберл | Бацање копља  | 60,07            | 56,48    | 13 гр. Б      |            |            | Није се квалификовала | 25 / 28      |        |

Легенда: НР = национални рекорд, ЛР= лични рекорд, РС = Рекорд сезоне (најбољи резултат у сезони до почетка првества), КВ = квалификован (испунио норму), кв = квалификова (према резултату)